# Чемпионат Европы по самбо 1976
III Чемпионат Европы по самбо прошёл в Ленинграде 16 — 17 апреля 1976 года. Проходил в рамках чемпионата Европы по борьбе. В соревнованиях, которые прошли во Дворце спорта «Юбилейный», приняли участие представители шести стран: СССР, Болгария, Нидерланды, Испания, Великобритания, Италия. Главным судьёй соревнований был Илья Ципурский.

## Медалисты
| Весовая категория | Золото                    | Серебро                      | Бронза                                               |
| ----------------- | ------------------------- | ---------------------------- | ---------------------------------------------------- |
| до 48 кг          | Бахром Акилов · СССР      | Кристо Санчес · Испания      | И. Кенаров · НРБ                                     |
| до 52 кг          | Владимир Дмитриев · СССР  | Г. Стойчев · НРБ             |                                                      |
| до 57 кг          | Антанас Сонгайла · СССР   | Георгий Дамянов · НРБ        | Д. Америнг · Великобритания                          |
| до 62 кг          | Геннадий Бирюков · СССР   | Х. Макэри · Великобритания   | Парван Парванов · НРБ Андрес Родригес · Испания      |
| до 68 кг          | Сергей Авдонин · СССР     | Стоил Велинов · НРБ          | Лоренцо Сантана · Испания Д. Лоренс · Великобритания |
| до 74 кг          | Виталий Быченок · СССР    | Олег Павликенов · НРБ        | Д. Лоренсон · Великобритания Луис Рамос · Испания    |
| до 82 кг          | Владимир Соловьёв · СССР  | Пеньо Пенев · НРБ            | Сантьяго Моралес · Испания                           |
| до 90 кг          | Александр Пушница · СССР  | М. Мак-Гинс · Великобритания | В. Гушков · НРБ Хосе Чеккини · Испания               |
| до 100 кг         | Иван Докторов · НРБ       | Альгирдас Жулонас · СССР     | Х. Перес · Испания                                   |
| свыше 100 кг      | Владимир Сободырев · СССР | Крис Долман · Нидерланды     | Никола Динев · НРБ Хуан Барбусано · Испания          |

## Командный зачёт
1. СССР;
2. НРБ;
3. Испания;
4. Великобритания;
5. Нидерланды;
6. Италия;